# Mirza Muhammad Haidar Dughlat

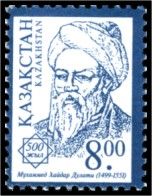
Muhammad Haidar Dughlat auf einer Briefmarke von Kasachstan

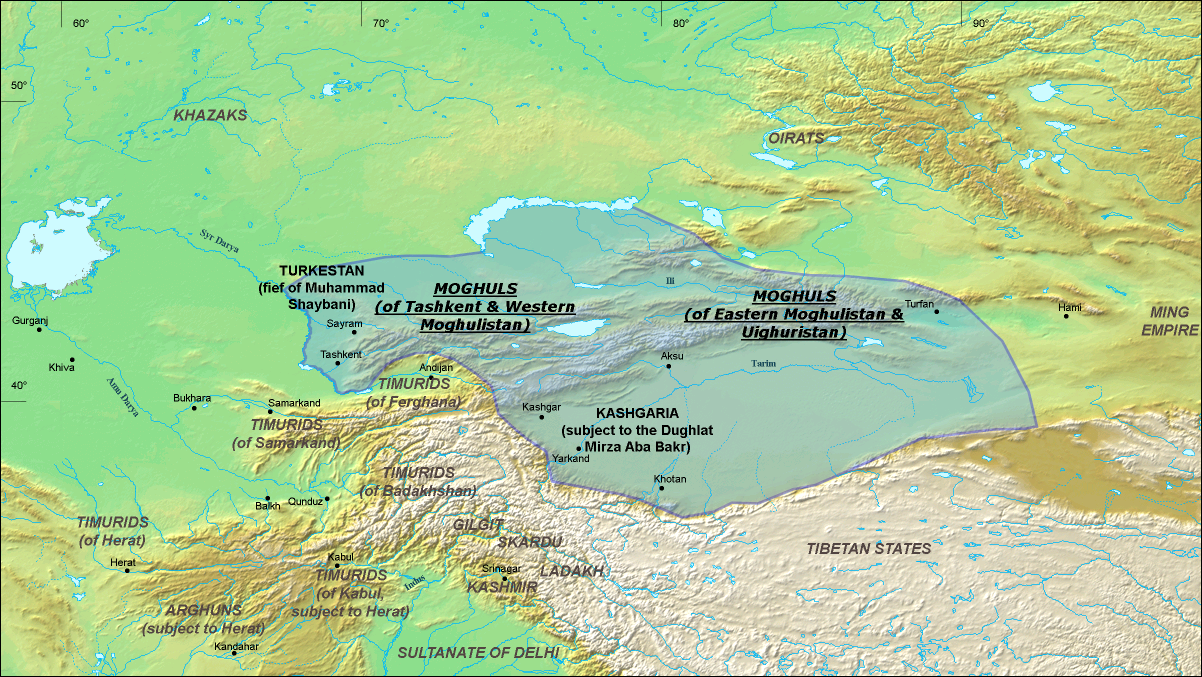
Territorium des Östlichen Tschagatai (Mogul)-Khanats (1490)

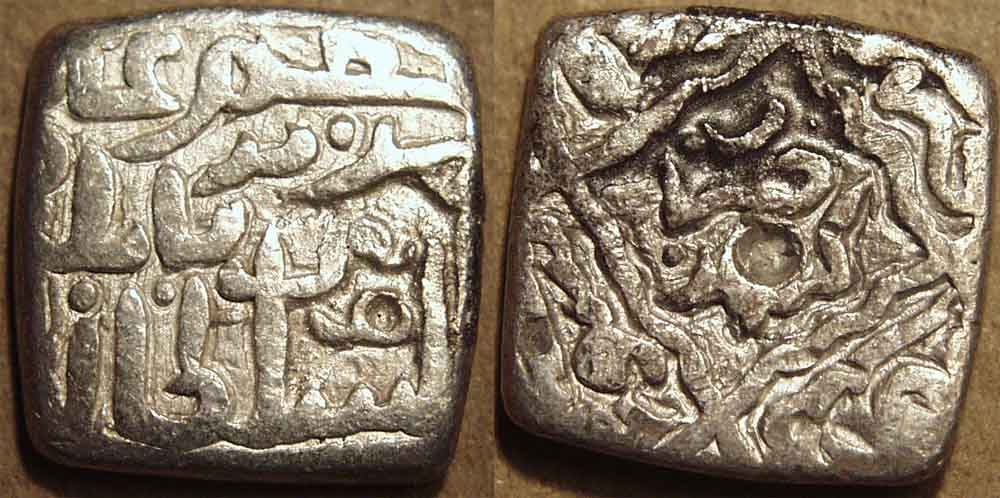
Silber-Sasnu, die Haidar Dughlat 1533 in Kaschmir im Namen von Sa'id Khan von Kashgar herausgeben ließ.

Mirza Muhammad Haidar Dughlat (chinesisch 米儿咱・马黑麻・海答儿, persisch ميرزا محمد حيدر دوغلات, russisch Мирза Мухаммад Хайдар Дуглат, kasachisch Мұхаммед Хайдар Дулати; * 1499 oder 1500; † 1551) war ein tschagatai-turko-mongolischer Militär und Geschichtsschreiber. Er war ein türkischsprachiger Dughlat-Prinz und schrieb auf Tschagatai und Persisch.

## Leben
Er war ein Cousin von Prinz Zahir, des späteren Babur (1482–1530), des Begründers des Mogulreichs in Indien.
Zuerst stand er in den Diensten des Mogul- bzw. Tschagatai-Herrschers Sultan Said Khan, dem Begründer des Yarkant-Khanats.
Unter Führung von Sultan Said Khan begann er 1531 einen Raubzug gegen Ladakh, Baltistan, Kaschmir und Tibet, den er erst 1535 beendete. 1533 kam er nach Kaschmir und regelte einige Dinge im Auftrag des Sultans.
1540 diente er dem Mogul-Herrscher Humayun. Er wurde 1550 in einer Schlacht gegen die Kaschmiris getötet.

## Werke
Sein Hauptwerk ist das in persischer Sprache verfasste Tarikh-i-Rashidi (تاريخ رشيدى), persönliche Erinnerungen mit einer Geschichte der Mogul-Herrscher Zentralasiens und ihrer Khane. Eine englische Übersetzung von E. Denison Ross wurde von Ney Elias mit Anmerkungen versehen und 1895 veröffentlicht. Eine chinesische Übersetzung des Nationalitäten-Forschungsinstituts der Xinjiang Akademie der Sozialwissenschaften erschien in Ürümqi im Xinjiang Volksverlag (1983, 2 Bände).

### Übersetzungen
- Mirza Haidar: The Tarikh-i-Rashidi of Mirza Muhammad Gaidar, Dughlát. A History of the Moghuls of Central Asia.  An English Version. Edited, with Commentary, Notes and Map by N. Elias. The Translation by E. Denison Ross. London 1895 (Digitalisat a, b)
- Zhongya Mengwu'er shi: Lashide shi/Mi'erzan Maheima Haida'er zhu; Xinjiang she hui ke xue yuan min zu yan jiu suo yi; Wang Zhilai jiao zhu. 中亚蒙兀儿史: 拉失德史/米儿咱・马黑麻・海答儿著 ; 新疆社会科学院民族研究所译; 王治来校注. Wulumuqi Shi: Xinjiang ren min chu ban she: 1983